# Jean-François Kadot de Sébeville
Bernard Jean-François Jacques Kadot, seigneur de Gerville, puis marquis de Sébeville, né en 1644 et mort en 1732, est un officier de marine et aristocrate français des XVIIe et XVIIIe siècles.

## Biographie

### Origines et famille
Jacques Kadot descend d'une famille de la noblesse normande. Son aïeul, Michel Kadot achète la terre de Sébeville en 1588, cette dernière est érigée en marquisat au profit de son frère ainé Jean-François. Il est le fils de François Kadot, marquis de Sébeville (1617/1618-1703) et de Jeanne-Françoise Gigault de Bellefonds (1618/1619-1703), tante du maréchal de Bellefonds. De cette union naissent dix enfants (sept garçons et trois filles), dont un certain nombre ont servi dans l'armée et la marine royale (dont trois chefs d'escadre) :
- Bernardin, seigneur puis marquis de Sébeville (1641-1711), maréchal de camp, ambassadeur à Vienne ;
- Jean-François ;
- Suzanne (1646-1646) ;
- Jacques, seigneur de Montreville (1647-1707), chef d'escadre ;
- Henry-Robert, seigneur de Boutteville (1649-1674), capitaine de chevau-légers, il est tué à la bataille de Seneffe ;
- Charles-Louis, comte de Sébeville à la mort de Jacques (1651-1729) ;
- Guillaume, seigneur de Brecourt (v. 1655-1683), lieutenant de vaisseau, il est tué lors du bombardement d'Alger de 1683 ;
- Georges François, seigneur de Boutteville-Manneville (1660-1739), chef d’escadre ad honores en 1734 ;
- Marie-Madeleine (†1707).
- Félice-Marguerite (v. 1660-1745).

### Carrière dans la Marine royale

#### Jeunesse et débuts
Jean-François Kadot de Sébeville passe dans la Marine royale et est promu capitaine de vaisseau en 1667 et est grièvement blessé au siège de Candie en 1669. Nommé commandant de la frégate Les Jeux en 1670-1671, il remporte un combat contre trois navires corsaires de Salé (au Maroc), près de la Mamore le 27 mai 1671. 
Il se distingue au combat donné au large de l'île de Gorée, le 21 août 1673, contre la flotte combinée franco-anglaise.

#### Guerre de Hollande (1672-1678)
Il commande le vaisseau Le Duc, vaisseau de 50 canons, à la bataille de Solebay le 7 juin 1672. Le 7 juin 1673, il est à la première bataille de Schooneveld toujours à bord du Duc, au sein de la flotte combinée franco-anglaise placée sous les ordres du prince Rupert. En 1674, il commande le vaisseau Le Fortuné dans l’escadre de Jean-Baptiste de Valbelle au large de la Sicile.

#### Missions en Méditerranée et guerre de la Ligue d'Augsbourg

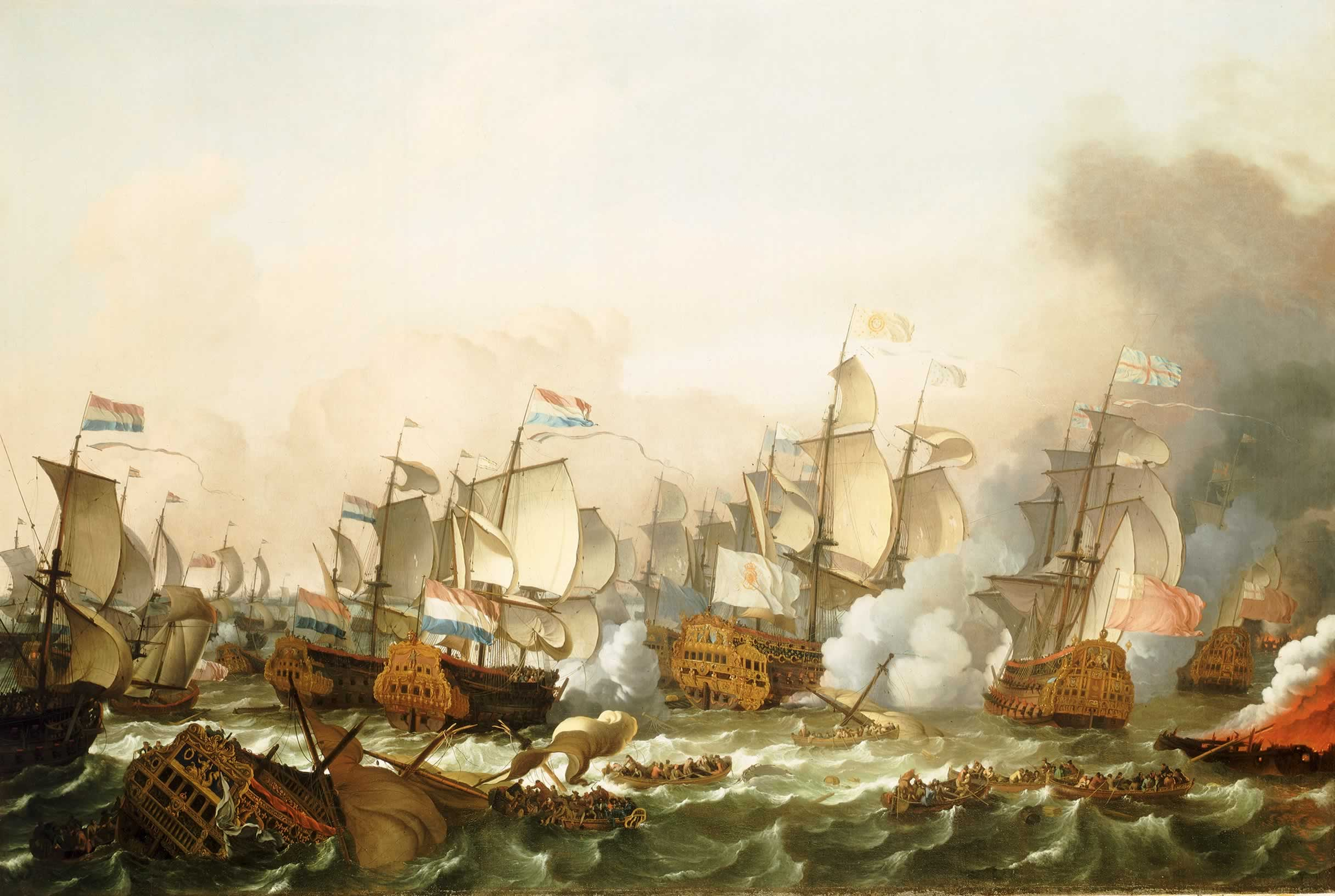
La bataille de Barfleur-La Hougue à laquelle participe Jean-François Kadot de Sébeville en 1692.

En 1682, il est au premier bombardement d'Alger, sous les ordres d'Abraham Duquesne. L'année suivante, il commande de La Sirène, de 44 canons, lors du second bombardement d’Alger, au cours duquel son frère Guillaume, seigneur de Brecourt est tué. Il reprend du service pendant la guerre de la Ligue d'Augsbourg. Le 10 juillet 1690, il commande L'Entreprenant, 62 canons, à la bataille du cap Béveziers. En 1691, pendant la campagne dite « du Large », il commande Le Florissant, 75 canons, au sein de la flotte française du comte de Tourville qui tient tête à la Royal Navy pendant trois mois dans la Manche et dans l'Atlantique.
À la bataille de la Hougue, il commande le vaisseau Le Terrible, 80 canons, qui est incendié le 2 juin 1692 par les Anglais après son échouement la veille de la bataille (29 mai 1692) à la suite d'une manœuvre maladroite, vers la pointe de l'Îlet, à proximité de Tatihou. Il est à cette occasion le matelot du marquis d'Amfreville, monté sur Le Merveilleux, 90 canons. En 1694, il est fait chevalier de Saint-Louis, à la création de l'ordre, en même temps que son père et son frère. En 1695, il reçoit une commission de capitaine de vaisseau.

#### Guerre de Succession d'Espagne
Il est promu chef d'escadre de Normandie en 1702. Il succède au marquis de Rosmadec mort le 14 mai de la même année. Il est à la bataille navale de Vélez-Málaga le 24 août 1704, à bord de L'Admirable, 92 canons, au sein de l'arrière-garde, commandée par le marquis de Langeron. 
Il meurt en 1732.

## Mariage et descendance
Il épouse Marguerite Collineau.[réf. nécessaire]

### Sources et bibliographie
- Rémi Monaque, Une histoire de la marine de guerre française, Paris, éditions Perrin, 2016, 526 p. (ISBN 978-2-262-03715-4)
- Étienne Taillemite, Dictionnaire des marins français (nouvelle édition revue et augmentée), Paris, éditions Tallandier, 2002, 573 p. (ISBN 2-84734-008-4)
- Charles La Roncière, Histoire de la Marine française : La Guerre de Trente Ans, Colbert, t. 5, Paris, Plon, 1920, 822 p. (lire en ligne)
- Charles La Roncière, Histoire de la Marine française : La crépuscule du Grand règne, l’apogée de la Guerre de Course, t. 6, Paris, Plon, 1932, 674 p. (lire en ligne)
- Théophraste Renaudot, Gazette de France, vol. 3 (lire en ligne), p. 270-271
- Annuaire du Département de la Manche, vol. 42 à 45, J. Elie, 1870 (lire en ligne), p. 55-56